# Ponte alle Grazie
El Ponte alle Grazie es un puente italiano sobre el río Arno situado en la ciudad de Florencia, que comunica la Via de' Benci con la Piazza de' Mozzi. El actual fue inaugurado en 1953 y sustituye a otro anterior, medieval, destruido durante la Segunda Guerra Mundial.
El primer puente situado en este emplazamiento se construyó en 1227. Recibió el nombre de puente de Rubaconte (en alusión al podestà Rubaconte da Mandello). El palacio Mozzi fue construido entre 1260 y 1273 como una fortificación para el puente.
En 1345 fue reedificado: con sus nueve arcos, era el más largo y antiguo de la ciudad. Dos años después, en 1347, dos de sus arcos fueron cegados para ampliar la Plaza de' Mozzi y en el siglo XIX se eliminaron dos más por la construcción de los malecones en ambas orillas que son conocidos como lungarni (que actualmente reciben el nombre de Generale Diaz y delle Grazie en la orilla derecha y Torrigiani y Serristori en la izquierda). Sobre el puente se levantaban distintas construcciones, al estilo de las que actualmente se pueden ver en el Ponte Vecchio, pero en 1876 se eliminaron para instalar vías férreas.
En agosto de 1944 el puente fue destruido por el ejército nazi con el objetivo de impedir el avance de los aliados durante la Segunda Guerra Mundial. Terminada la guerra, se hizo un concurso para diseñar un nuevo puente que sustituyera al desaparecido. El diseño ganador fue el de un equipo de arquitectos entre los que se encontraban Giovanni Michelucci, Edoardo Said, Riccardo Gizdolich y Danilo Know, y también el ingeniero Piero Melucci. El nuevo puente, que no trata de imitar al anterior y fue construido con estilo y materiales completamente nuevos, tiene cuatro pilares sobre los que descansan sus cinco arcos.